# Морисетти, Лоранс
Лора́нс Морисе́тти (фр. Laurence Morisetti) — швейцарская кёрлингистка.
В составе женской сборной Швейцарии участница двух чемпионатов мира (наивысшее занятое место — шестое). Чемпионка Швейцарии среди женщин (1994), чемпионка Швейцарии среди смешанных команд (1996).
Играла на позициях второго.

## Достижения
- Чемпионат Швейцарии по кёрлингу среди женщин: золото (1994).
- Чемпионат Швейцарии по кёрлингу среди смешанных команд: золото (1996).

## Команды
| Сезон                          | Четвёртый       | Третий           | Второй           | Первый             | Запасной         | Турниры                      |
| ------------------------------ | --------------- | ---------------- | ---------------- | ------------------ | ---------------- | ---------------------------- |
| 1992—93                        | Джанет Хюрлиман | Ангела Луц       | Лоранс Бидо      | Сандрин Мерсье     | Лоранс Морисетти | ЧМ 1993 (7 место)            |
| 1993—94                        | Ангела Луц      | Лоранс Бидо      | Лоранс Морисетти | Сандрин Мерсье     | Клод Оризе (ЧМ)  | ЧШЖ 1994 · ЧМ 1994 (6 место) |
| Кёрлинг среди смешанных команд |                 |                  |                  |                    |                  |                              |
| 1995—96                        | Bruno Schenkel  | Лоранс Морисетти | Bernard Cordey   | Catherine Schenkel |                  | ЧШСК 1996                    |

(скипы выделены полужирным шрифтом)